# Ruka Tour
Le Ruka Tour est un ensemble d'épreuves de ski nordique ouvrant la saison, des Coupes du monde de ski de fond et de combiné nordique depuis 2018. Également appelé Nordic Opening et Ruka Triple, cette dernière dénomination par analogie avec les Trois Jours du combiné nordique (Nordic Combined Triple ou Seefeld Triple en anglais), il a lieu fin novembre à Ruka/Kuusamo, une station de ski d'Ostrobotnie du Nord, dans le nord de la Finlande.
Il est à noter que des épreuves de saut à ski, comptant pour la Coupe du monde de la discipline, s'y déroulent également ; mais comme cette Coupe du monde débute généralement quelques semaines plus tôt, ces épreuves n'ouvrent donc pas la saison et ne donnent pas lieu à un événement particulier. Sur ce, le Ruka Tour est l'occasion pour les trois disciplines du ski nordique existant au sein de la Fédération internationale de ski de se retrouver en un même lieu de compétition.

## Résultats

### Ski de fond

#### Femmes
| Année | Vainqueur       | Deuxième       | Troisième                  |
| ----- | --------------- | -------------- | -------------------------- |
| 2017  | Charlotte Kalla | Marit Bjørgen  | Ragnhild Haga              |
| 2019  | Therese Johaug  | Heidi Weng     | Astrid Uhrenholdt Jacobsen |
| 2020  | Therese Johaug  | Tatiana Sorina | Ebba Andersson             |

#### Hommes
| Année | Vainqueur              | Deuxième               | Troisième           |
| ----- | ---------------------- | ---------------------- | ------------------- |
| 2017  | Johannes Høsflot Klæbo | Martin Johnsrud Sundby | Alexander Bolshunov |
| 2019  | Johannes Høsflot Klæbo | Emil Iversen           | Iivo Niskanen       |
| 2020  | Johannes H. Klæbo      | Alexander Bolshunov    | Emil Iversen        |

### Combiné nordique
| Année | Vainqueur          | Deuxième       | Troisième       |
| ----- | ------------------ | -------------- | --------------- |
| 2017  | Akito Watabe       | Espen Andersen | Johannes Rydzek |
| 2019  | Jarl Magnus Riiber |                |                 |
| 2020  | Jarl Magnus Riiber |                |                 |
| 2021  | Jarl Magnus Riiber |                |                 |
| 2022  | Julian Schmid      |                |                 |
| 2023  | Jarl Magnus Riiber |                |                 |
| 2024  | Vinzenz Geiger     |                |                 |